# 更生保護事業法
更生保護事業法（こうせいほごじぎょうほう、平成7年5月8日法律第86号）は、更生保護を行う事業に関する日本の法律である。

## 目的
更生保護事業法の目的は第1条で、
この法律は、更生保護事業に関する基本事項を定めることにより、更生保護事業の適正な運営を確保し、及びその健全な育成発達を図るとともに、更生保護法 （平成19年法律第88号）その他更生保護に関する法律とあいまって、犯罪をした者が善良な社会の一員として更生することを助け、もって個人及び公共の福祉の増進に寄与することを目的とする。

## 構成
- 第1章 - 総則
- 第2章 - 更生保護法人
  - 第1節 - 通則
  - 第2節 - 設立
  - 第3節 - 管理
  - 第4節 - 解散及び合併
  - 第5節 - 監督
- 第3章 - 更生保護事業
  - 第1節 - 事業の経営等
  - 第2節 - 事業の監督及び補助
- 第4章 - 雑則
- 第5章 - 罰則
- 附則

## 用語の定義
第二条。更生保護事業法において、
- 「被保護者」- 継続保護事業又は一時保護事業における保護の対象者。
- 「更生保護法人」- 更生保護事業を営むことを目的として、この法律の定めるところにより設立された法人。
- 「更生保護施設」- 被保護者の改善更生に必要な保護を行う施設のうち、被保護者を宿泊させることを目的とする建物及びそのための設備を有するもの。